# Steindachneridion amblyurum
Steindachneridion amblyurum är en fiskart som först beskrevs av Eigenmann och Eigenmann, 1888.  Steindachneridion amblyurum ingår i släktet Steindachneridion och familjen Pimelodidae. Inga underarter finns listade i Catalogue of Life.